# 满五大
满五大（16世纪—1583年），又作满兀带、七庆朝库儿，孛儿只斤氏，明代漠南蒙古右翼永谢布万户喀喇沁部领主。他是达延汗三子巴尔斯博罗特之孫，昆都力哈的第五子。
满五索起初在张家口东北塞外大沙窝、三间房一带游牧，和左翼察哈尔部相邻，互通婚姻。隆庆五年（1571年），明朝和俺答汗达成封贡协议，明朝封他为指挥佥事。和明朝互市于张家口。隆庆六年（1572年），昆都力哈死后，他二哥青把都儿台吉统领喀喇沁部，满五索入贡、征战都随青把都行动。有时联合察哈尔部袭击明朝辽东、蓟镇。后来和四哥满五索联合察哈尔部，袭击明朝辽东、蓟镇，部属入明朝边境攻掠，明朝停止互市，议免官职。顺义王俺答汗令他在佛前发誓，不再侵犯明朝边塞，于是复职如故，恢复互市。他有一个儿子-班不剌杀儿台吉，一个女儿-松盖哑不害。